# 男孩们和吉约姆
《男孩们和吉约姆》 (法語：Les Garçons et Guillaume, à table!) 是一部2013年法国喜剧片，是法国男演员吉约姆·高丽安自导自演的作品，为他的导演处女作。入选第66届戛纳电影节“导演双周”单元，并赢得国际艺术院线协会奖。影片获得法国第39届凯薩奖最佳影片、导演等计10项提名，最终打败《阿黛尔的生活》赢得最佳影片、最佳男主角、最佳处女作、最佳改编剧本和最佳剪辑五个大奖。

## 剧情
男孩吉约姆从小就表现的像个女孩子一样，因此包括他妈妈在内的家人都把他当作一个女孩和同性恋看待，吉约姆于是故意模仿包括他妈妈在内的女性的行为举止；然后后来当他认真对待起自己的性取向和追求恋爱对象时，他才发现其实自己喜欢女孩、是一个直男；他把这个事实告诉给了妈妈，并为此写出一部个人独自表演的戏剧在剧院上演。

## 角色
- 吉约姆·高丽安 - Guillaume / 吉约姆的妈妈，高丽安一人分饰两个角色
- André Marcon - Le père
- 弗兰西丝·法比安 - Babou
- Nanou Garcia - Paqui
- 黛安·克鲁格 - Ingeborg，按摩师
- Reda Kateb - Karim
- Götz Otto - Raymund
- Brigitte Catillon -
- Carole Brenner -
- Charlie Anson - Jeremy
- Hervé Pierre -
- Nicolas Wanczycki -
- Paula Brunet-Sancho - Maria
- Yvon Back -
- Karina Marimon - Pilar
- Yves Jacques -

## 观影人次
- 法国：2 807 537 人次
- 比利时：6.5万 人次
- 瑞士：51 437 人次
- 西班牙：5万 人次
- 魁北克：7200 人次